# Polymérisation

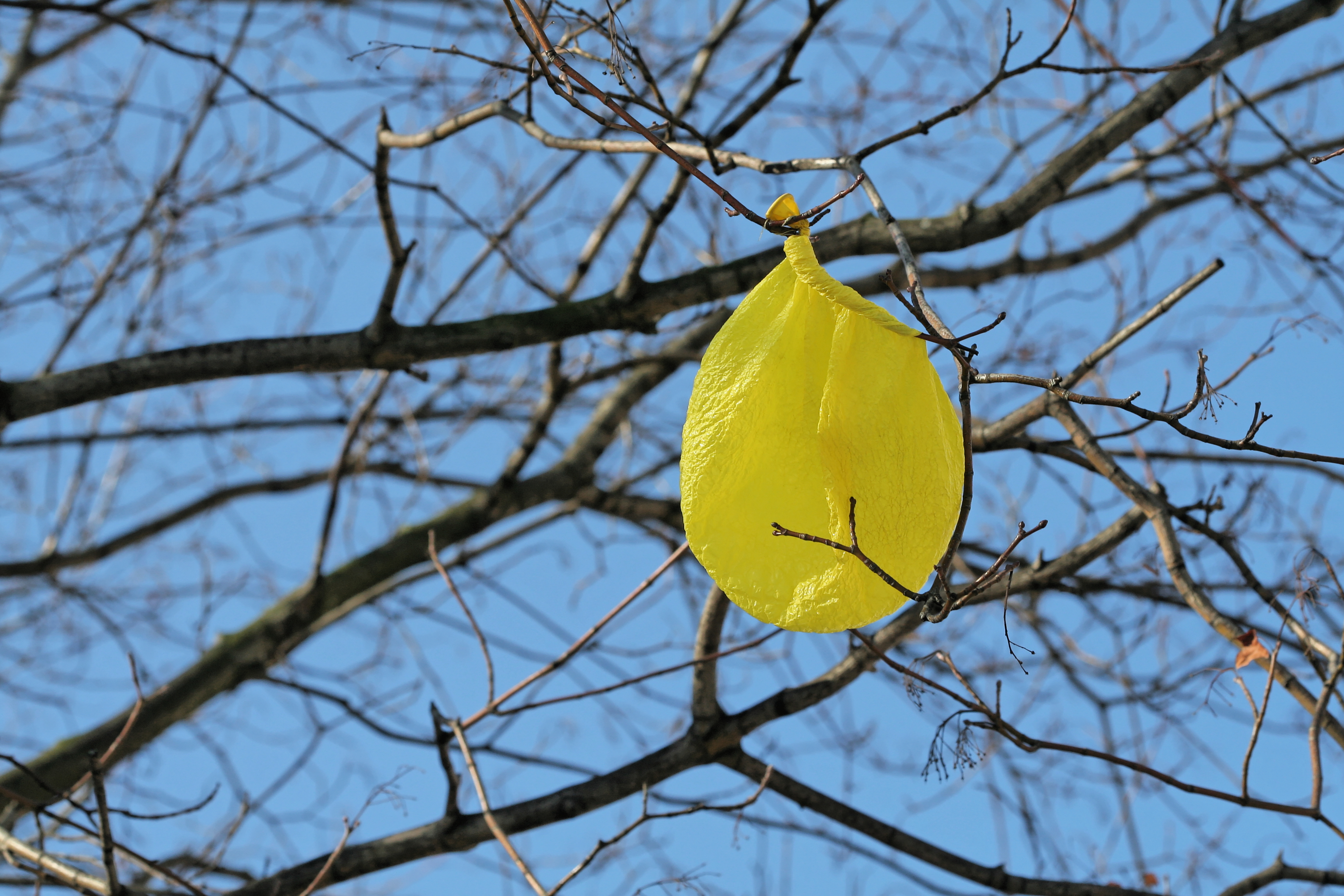
Le latex de ce ballon de baudruche est synthétisé par polymérisation.

Structure du UHMWPE, un haut polymère avec n supérieur à 100000.

La polymérisation désigne la réaction chimique ou le procédé par lesquels de petites molécules (par exemple des hydrocarbures de deux à dix atomes de carbone) réagissent entre elles pour former des molécules de masses molaires plus élevées. Les molécules initiales peuvent être des monomères ou des pré-polymères ; la synthèse conduit à des polymères.
En général, en présence de réactifs et de catalyseurs, et sous l'action de la chaleur et de la pression, il se forme des chaînes macromoléculaires constituées de motifs de répétition identiques (homopolymère synthétisé) ou différents (copolymère obtenu), liés de façon covalente.

On obtient des polymères, de masses molaires éventuellement plus élevées :
- monodimensionnels (linéaires ou ramifiés) car issus de monomères bivalents ;
- ou tridimensionnels, issus de la polymérisation de monomères dont la valence moyenne est supérieure à deux[1], ou de la réticulation de polymères monodimensionnels.

On distingue les polymères synthétiques comme le polyéthylène, par opposition aux polymères d'origine naturelle tels la cellulose et les artificiels (comme l'acétate de cellulose) qui sont préparés par modification chimique de polymères d'origine naturelle.
En industrie textile, la polymérisation est le processus chimique par lequel des résines ou des plastiques sont fixés à des matières textiles au moyen de la chaleur.

## Typologie
Les réactions de polymérisation peuvent être classées selon deux critères :
- la formation ou non d'un coproduit de faible masse moléculaire lors de la polymérisation : 
  - polycondensations : ces réactions classiques de la chimie organique portent sur des monomères polyfonctionnels. Elles se font avec départ de petites molécules souvent éliminées au fur et à mesure de leur apparition dans le milieu pour déplacer l'équilibre réactionnel : H2O (souvent), HCl, NH3, etc. On emploie parfois les catalyseurs classiques utilisés avec les petites molécules. Le polymère résultant de la polycondensation est appelé polycondensat. Exemples : polyestérifications, polyamidifications ;
  - polyadditions : ce sont des réactions de polymérisation ionique (anionique ou cationique) par ouverture de la double liaison d'un composé carbonylé ou par ouverture d'un hétérocycle. Elles se font sans élimination de petites molécules.

La distinction entre polycondensation et polyaddition a été introduite par Wallace Hume Carothers en 1929, ;
- le mécanisme de réaction :
  - polymérisations par étapes : réactions ayant lieu entre des groupes fonctionnels. La majorité des polymérisations par étapes se fait par polycondensation ;
  - polymérisations en chaîne : réactions ayant lieu grâce à la formation de centres actifs comme des radicaux ou des ions. La majorité des polymérisations en chaîne se fait par polyaddition.

La distinction entre polymérisation par étapes et polymérisation en chaîne a été introduite par Paul J. Flory en 1953.

### Polymérisation en chaîne
Le cas le plus important concerne la polymérisation des monomères vinyliques (CH2=CHR) ou de formule CH2=CR1R2.
Les réactions de polymérisation en chaîne comportent trois étapes successives :
- amorçage, qui permet de créer des centres actifs, de nature radicalaire [résultant par exemple de la décomposition thermique d'un peroxyde ou de l'AIBN (amorceurs)], ionique (anionique ou cationique) ou organométallique (cas de la polymérisation coordinative) ;
- propagation, durant laquelle les espèces actives permettent la création de chaînes qui croissent par fixation de monomères sur les centres actifs. Dans ce cas, la croissance d'une chaîne polymère résulte exclusivement de réaction(s) entre monomère(s) et site(s) réactif(s) de la chaîne. L'étape de propagation est environ cent mille fois plus rapide que la précédente ;
- terminaison/transfert : le centre actif finit à un moment par être détruit, entraînant l'arrêt de la croissance de la chaîne. Exemples de réactions de terminaison ou de transfert :
  - en polymérisation radicalaire : couplage (ex. : fixation de l'amorceur), dismutation, transfert au monomère, au solvant (de type hydrocarboné ou hydrohalogéné), au polymère, à un agent ajouté, à une petite molécule présente, à l'amorceur, ramification, pontage (peu probable),
  - en polymérisation cationique : déprotonation, fixation d'un nucléophile,
  - en polymérisation anionique : absence, sauf accident (présence de dioxygène, protons, impuretés). Voir Polymérisation vivante.

La polymérisation radicalaire et la polymérisation ionique non coordinnée ne sont pas stéréospécifiques.

#### Réaction d'inhibition
Un inhibiteur (ex. : polyphénols) est une molécule qui se fixe sur les centres actifs en produisant des composés incapables de se fixer sur le monomère. Cette réaction arrête la croissance de la chaîne. Les inhibiteurs sont utilisés durant le transport ou le stockage du monomère pour éviter sa polymérisation. Les inhibiteurs actifs à la température de polymérisation doivent être éliminés (par distillation, lavage) avant de réaliser la polymérisation.

#### Exemples
- Polymérisation de l'éthylène, pour former du polyéthylène :

- Polymérisation du styrène, pour synthétiser du polystyrène :

### Polymérisation par étapes
Dans ce cas, on peut former des dimères, des trimères, etc., qui peuvent réagir entre eux, et les masses molaires croissent progressivement. Pour fabriquer des polymères de degré de polymérisation élevé, il est nécessaire que la réaction soit totale. Deux types de polymérisations par étapes sont à distinguer :
- la plupart des polymérisations par étapes sont des polycondensations, qui peuvent être schématisées par :

{\displaystyle \mathrm {A} -\mathbb {X} _{m}-\mathrm {B} +\mathrm {A} -\mathbb {X} _{n}-\mathrm {B} \rightarrow \mathrm {A} -\mathbb {X} _{m+n}-\mathrm {B} +{\rm {AB\uparrow }}}
avec :
les molécules réactives {\displaystyle \mathrm {A} -\mathbb {X} _{m}-\mathrm {B} } et {\displaystyle \mathrm {A} -\mathbb {X} _{n}-\mathrm {B} } portant les fonctions antagonistes {\displaystyle \mathrm {A} } et {\displaystyle \mathrm {B} },
{\displaystyle m} et {\displaystyle n=1,2,3,\dots ,m} ou {\displaystyle n}.
Exemples :
- polymérisation des diamines primaires et des diacides carboxyliques (molécules bifonctionnelles et bivalentes) qui conduit à des polyamides et à de l'eau :
{\displaystyle \mathrm {\uparrow } }
- prépolycondensation d'une résine aminoplaste, phénoplaste, polyester insaturée, etc., suivie d'une polymérisation complète dans le moule, pour produire un polymère tridimensionnel ;
- il existe aussi certaines polymérisations par étapes qui sont des polyadditions : par exemple, polymérisation des diols sur les diisocyanates qui conduit aux polyuréthanes.

Le choix des matières premières est très vaste et permet une large variété de combinaisons conduisant à des propriétés et des applications différentes. Les polymères obtenus contiennent souvent des hétéroatomes caténaires (sur la chaîne principale).

## Conditions expérimentales
Il existe quatre techniques de préparation : la polymérisation peut se faire en masse, en émulsion, en suspension ou en solution. Ces techniques présentent chacune des intérêts et inconvénients propres.

## Contrôle de la (pré)polymérisation / caractérisation
Pour évaluer le degré de polymérisation ou simplement les caractéristiques du (pré)polymère, on utilise des techniques de mesure qui font par exemple appel à la densimétrie (cas des sirops/résines aminoplastes), la viscosimétrie (melt flow index, mesure des masses molaires, du point de gel, etc.), l'osmométrie, la résistance des matériaux (essai de traction…), la DSC et la spectroscopie infrarouge.
Voir aussi Grandeurs caractéristiques d'un polymère.